# San Nicola la Strada
San Nicola la Strada er en kommune i den italienske provins Caserta i Campania. Buen har 22.113(2023) indbyggere. 